# Волкова, Нина Вениаминовна
Ни́на Вениами́новна Во́лкова (род. 5 сентября 1941 года, Ужур, Красноярский край, РСФСР, СССР) — российский политик, депутат Государственной Думы ФС РФ первого созыва.

## Биография
Получила среднее техническое образование на бухгалтерском отделении Иркутского техникума кооперативной торговли. С 1960 по 1975 год работала в отделе рабочего снабжения предприятия «Прокопьевскуголь» бухгалтером, экономистом.
В 1980 году получила высшее образование по специальности «экономист» заочно окончив Кемеровский филиал Заочного института советской торговли. С 1980 по 1984 год работала в административных органах Прокопьевского городского комитета КПСС Кемеровской области инструктором отдела торговли, финансов, общественного питания. С 1984 по 1994 год работала в АО «Прокопьевский торговый дом» директором, генеральным директором.
В 1993 году избрана депутатом Государственной думы по Прокопьевскому одномандатному избирательному округу № 92.
В Государственной думе была членом комитета по бюджету, налогам, банкам и финансам, входила в депутатскую группу «Россия».